# Dermanura
Dermanura är en systematisk grupp av fladdermöss i familjen bladnäsor. Den listas antingen som släkte eller som undersläkte till släktet Artibeus. Arterna som räknas till Dermanura skiljer sig inte i sina morfologiska egenskaper från medlemmarna av släktet Artibeus men de har avvikande molekylärgenetiska egenskaper.

## Utseende
Gruppens medlemmar når en kroppslängd (huvud och bål) av 47 till 69 mm, en vikt av 10 till 22 g och de har 34 till 52 mm långa underarmar. En svans saknas. På ovansidan är pälsen vanligen grå eller gråbrun men det finns även arter med brun päls. Hos Dermanura är vingarna svartbruna och några arter har vita strimmor i ansiktet. Näsbihanget liknar i formen ett spjut. Ofta men inte alltid är näsbihanget lite längre an hos arter som räknas till Artibeus. Ibland förekommer en kam av korta hår vid svansflyghudens kant.

## Utbredning
Utbredningsområdet sträcker sig från södra Mexiko till centrala Brasilien och Bolivia. Några arter hittas på västindiska öar nära fastlandet. Släktets medlemmar lever i regnskogar, i molnskogar och i fuktiga lövfällande skogar. De når i bergstrakter regioner som ligger 2400 meter över havet.

## Levnadssätt
Födan utgörs främst av frukter och dessutom äts pollen och nektar. Arterna förändrar stora blad så att de liknar ett tält eller ett paraply och de vilar under bladet. Släktmedlemmar som lever i Mexiko fortplantar sig under sommaren och andra arter kan ha flera kullar oberoende av årstiden. Per kull föds en unge.

## Arter
Till släktet räknas 11 arter:
- Dermanura anderseni
- Dermanura aztecus
- Dermanura bogotensis
- Dermanura cinereus
- Dermanura glaucus
- Dermanura gnomus
- Dermanura phaeotis
- Dermanura rava
- Dermanura rosenbergi
- Dermanura toltecus
- Dermanura watsoni